# NGC 419

NGC 419

NGC 419 هي مجرة تتبع كوكبة الطوقان. اكتشفها جيمس دنلوب في 2 سبتمبر 1826.

## روابط خارجية
- NGC 419 على موقع ويكي سكاي: DSS2, SDSS, GALEX, IRAS, Hydrogen α, X-Ray, Astrophoto, Sky Map, Articles and images